# Prognoz Platform
Prognoz Platform — платформа бизнес-аналитики для создания информационных систем и применения в качестве самостоятельного решения. Позволяет разрабатывать приложения (в том числе мобильные) для оперативного анализа данных, а также  моделирования бизнес-процессов и  прогнозирования.
Платформа разработана компанией «Прогноз». Prognoz Platform внесена в Единый реестр российских программ для электронных вычислительных машин и баз данных Минкомсвязи России. Эксклюзивный дистрибьютор Prognoz Platform - компания «Форсайт» (входит в холдинг ITG (INLINE Technologies Group). 

## Распространение
Платформу используют в таких организациях, как Администрация Президента РФ, Центральный банк РФ, ВТБ24, Всемирный фонд дикой природы (Швейцария), Сбербанк (Россия),АК БАРС Банк (Россия),Газпром (Россия), Транснефть (Россия), Башнефть (Россия), Ростех, ERG (Казахстан), Министерство экономического развития и торговли Республики Казахстан. Применяется в госсекторе и крупных корпорациях для создания систем для анализа статистических данных, моделирования и прогнозирования социально-экономических процессов, информатизации здравоохранения, региональной информатизации.

## Аналоги
Подобным функционалом обладают продукты таких компаний как Tibco, QlikView, IBM, SAS, MicroStrategy.

## История
Первая версия платформы была представлена в 1992 году. В 2002 году был выпущен аналитический комплекс «Прогноз-3», а в 2005 году появился аналитический комплекс «Прогноз-5». В 2012 году состоялся выпуск Prognoz Platform 7, в 2015 году на свет появилась восьмая версия платформы. 
С 2012 по 2015 гг. Prognoz Platform входила в квадрант бизнес-аналитики агентства Gartner. В 2015 и 2016 гг. платформа была включена в квадрант продвинутой аналитики Gartner. 
В январе 2017 года «Прогноз» совместно с компанией «Форсайт» выпустили версию Prognoz Platform 8.2.  
В декабре 2017 года корпоративная система управления программами на базе Prognoz Platform компании «Транснефть» стала лауреатом национальной премии «Цифровые вершины». В марте 2018 года платформа стала победителем конкурса «Лучшие информационно-аналитические инструменты» Аналитического центра при Правительстве РФ в номинации «Лучшее информационно-аналитическое решение для обработки структурированных данных».

## Функциональные блоки
- Аналитические панели – инструмент для бизнес-пользователей, ориентированный на быстрое создание аналитических панелей (Dashboard) без привлечения ИТ-подразделений.
- Отчеты - инструмент для ИТ-специалистов и продвинутых пользователей для создания отчетов под печать, со сложным форматированием, формируемых на регулярной основе.
- Аналитические запросы (OLAP) - инструмент бизнес-пользователя для многомерного анализа данных «на лету» с отображением данных средствами деловой графики.
- Анализ временных рядов - инструмент статистической обработки данных и анализа временных рядов, а также продвинутой аналитики и подготовки данных для моделирования.
- Моделирование и прогнозирование - инструмент для решения задач прогнозирования и управления посредством широкого класса методов моделирования, в том числе эконометрических, балансовых, оптимизационных, целевых.
- Импорт, экспорт и преобразование данных.
- Интерактивные формы ввода данных - инструмент предназначен для создания форм ручного ввода данных, их контроля и расчета показателей.
- Управление бизнес-процессами - инструмент предназначен для визуального моделирования бизнес-процессов, их выполнения и мониторинга.
- Алгоритмы расчета - инструмент для конструирования и проведения расчетов методик и алгоритмов.

## Средства разработки и интеграционные компоненты
- Управление хранилищем данных: Prognoz Platform содержит интегрированные инструменты для структурирования хранилища данных: в виде кубов, иерархического перечня показателей, связанных с ними справочников и источников данных.
- Управление НСИ: платформа обеспечивает конструирование структуры и ведение справочников и классификаторов, необходимых для реализации любой прикладной задачи; поддержку иерархических, меняющихся во времени, версионных и параметризованных справочников.
- Извлечение, обработка и загрузка данных: инструмент ETL позволяет выполнять фильтрацию, объединение, группировку, сортировку данных, отбор данных по условию.
- Конструктор бизнес-приложений - инструмент предназначен для визуального конструирования бизнес-приложений по типовому набору шагов.
- Средства интеграции с порталами и социальными сетями: Prognoz Platform поддерживает механизмы взаимодействия и встраивания в WebSphere и SharePoint, а также интеграцию с социальными сетями.
- Менеджер безопасности: доступна возможность разграничения прав доступа в соответствии с моделью ABAC и работа в менеджере безопасности в веб-приложении.